# 水力学
水力學(英語：Hydraulics)是研究液体机械相關特性的学科，是流體力學的一部份。

## 歷史
早期研究水力學的包括古希臘的發明家希羅及克特西比烏斯，不過他們對於實際應用的研究較少。古代居住在斯里蘭卡的僧伽羅人就已經開始應用水力學的原理。在二千年前他們就利用valve tower(valve pit ??)來調節水流。在一世紀時就已經完成幾個大型的灌溉系統。當時的斯里蘭卡也有提供家庭園藝及農業的水力系統、也有相關的排水系統、水土保持，水力也用在裝飾、娛樂及冷卻系統中。
貝內代托·卡斯泰利是近代水力學奠基人之一，他是伽利略的學生。
流體力學提供了水力學的理論基礎，其聚焦與流體特性在工程上的應用。水力學主提涵蓋很多理學工程學原理和概念，例如管流、水壩設計、流線控制、泵、渦輪、水電、流體靜力學計算、流體動力學計算、流量測量、河流河道特性和侵蝕等等。
- 供水系統
- 廢水處理
- 液壓機械
- 液壓網路
- 液壓流體